# Lista planetelor minore: 254001–255000
Aceasta este lista planetelor minore cu numerele 254001–255000.

## 254001–254100
| Denumire | Denumire provizorie | Data descoperirii | Locul descoperirii | Descoperitor(i) |
| -------- | ------------------- | ----------------- | ------------------ | --------------- |
| 254001 – | 2004 FT2            | 18 martie 2004    | Socorro            | LINEAR          |
| 254003 – | 2004 FM5            | 18 martie 2004    | Kitt Peak          | Spacewatch      |
| 254006 – | 2004 FO17           | 24 martie 2004    | Anderson Mesa      | LONEOS          |
| 254010 – | 2004 FM24           | 17 martie 2004    | Catalina           | CSS             |
| 254013 – | 2004 FC37           | 16 martie 2004    | Campo Imperatore   | CINEOS          |
| 254015 – | 2004 FO51           | 19 martie 2004    | Palomar            | NEAT            |
| 254037 – | 2004 GJ1            | 9 aprilie 2004    | Siding Spring      | SSS             |
| 254080 – | 2004 JW1            | 10 mai 2004       | Reedy Creek        | J. Broughton    |

## 254101–254200
| Denumire | Denumire provizorie | Data descoperirii | Locul descoperirii | Descoperitor(i)             |
| -------- | ------------------- | ----------------- | ------------------ | --------------------------- |
| 254120 – | 2004 OX10           | 27 iulie 2004     | Needville          | Needville                   |
| 254157 – | 2004 PT92           | 11 august 2004    | Wrightwood         | J. W. Young                 |
| 254166 – | 2004 QP5            | 20 august 2004    | Wise               | Wise                        |
| 254170 – | 2004 QX14           | 21 august 2004    | Kvistaberg         | Uppsala-DLR Asteroid Survey |
| 254173 – | 2004 RT1            | 4 septembrie 2004 | Needville          | D. Borgman, J. Dellinger    |
| 254178 – | 2004 RQ8            | 6 septembrie 2004 | Goodricke-Pigott   | Goodricke-Pigott            |

## 254201–254300
| Denumire         | Denumire provizorie | Data descoperirii  | Locul descoperirii | Descoperitor(i) |
| ---------------- | ------------------- | ------------------ | ------------------ | --------------- |
| 254299 Shambleau | 2004 RT288          | 15 septembrie 2004 | Saint-Sulpice      | B. Christophe   |

## 254301–254400
| Denumire | Denumire provizorie | Data descoperirii | Locul descoperirii | Descoperitor(i) |
| -------- | ------------------- | ----------------- | ------------------ | --------------- |
| 254346 – | 2004 TQ19           | 13 octombrie 2004 | Goodricke-Pigott   | R. A. Tucker    |
| 254369 – | 2004 TD116          | 4 octombrie 2004  | Apache Point       | Apache Point    |

## 254401–254500
| Denumire         | Denumire provizorie | Data descoperirii | Locul descoperirii | Descoperitor(i)             |
| ---------------- | ------------------- | ----------------- | ------------------ | --------------------------- |
| 254422 Henrykent | 2004 VR122          | 9 noiembrie 2004  | Mauna Kea          | P. A. Wiegert, A. Papadimos |
| 254432 –         | 2004 YR13           | 18 decembrie 2004 | Mount Lemmon       | Mount Lemmon Survey         |
| 254465 –         | 2005 CC69           | 9 februarie 2005  | La Silla           | A. Boattini, H. Scholl      |
| 254500 –         | 2005 EF58           | 4 martie 2005     | Jarnac             | Jarnac                      |

## 254501–254600
| Denumire | Denumire provizorie | Data descoperirii | Locul descoperirii | Descoperitor(i) |
| -------- | ------------------- | ----------------- | ------------------ | --------------- |
| 254561 – | 2005 EU296          | 9 martie 2005     | Kitt Peak          | M. W. Buie      |

## 254601–254700
| Denumire | Denumire provizorie | Data descoperirii | Locul descoperirii | Descoperitor(i) |
| -------- | ------------------- | ----------------- | ------------------ | --------------- |
| 254620 – | 2005 JJ12           | 4 mai 2005        | Mauna Kea          | C. Veillet      |

## 254701–254800
| Denumire        | Denumire provizorie | Data descoperirii | Locul descoperirii | Descoperitor(i) |
| --------------- | ------------------- | ----------------- | ------------------ | --------------- |
| 254745 –        | 2005 OT22           | 28 iulie 2005     | Eskridge           | Eskridge        |
| 254749 Kurosawa | 2005 PE6            | 10 august 2005    | Saint-Sulpice      | B. Christophe   |

## 254801–254900
| Denumire         | Denumire provizorie | Data descoperirii  | Locul descoperirii   | Descoperitor(i) |
| ---------------- | ------------------- | ------------------ | -------------------- | --------------- |
| 254846 Csontváry | 2005 RT3            | 5 septembrie 2005  | Piszkéstető          | K. Sárneczky    |
| 254847 –         | 2005 RG4            | 3 septembrie 2005  | Bergisch Gladbach    | W. Bickel       |
| 254849 –         | 2005 RE9            | 9 septembrie 2005  | Mayhill              | A. Lowe         |
| 254857 –         | 2005 RT33           | 12 septembrie 2005 | Junk Bond            | D. Healy        |
| 254863 –         | 2005 SM4            | 24 septembrie 2005 | Vallemare di Borbona | V. S. Casulli   |

## 254901–255000
| Denumire | Denumire provizorie | Data descoperirii  | Locul descoperirii | Descoperitor(i)     |
| -------- | ------------------- | ------------------ | ------------------ | ------------------- |
| 254993 – | 2005 SX285          | 25 septembrie 2005 | Apache Point       | A. C. Becker        |
| 255000   | 2005 TW11           | 1 octombrie 2005   | Mount Lemmon       | Mount Lemmon Survey |